# S-Bahn w St. Gallen

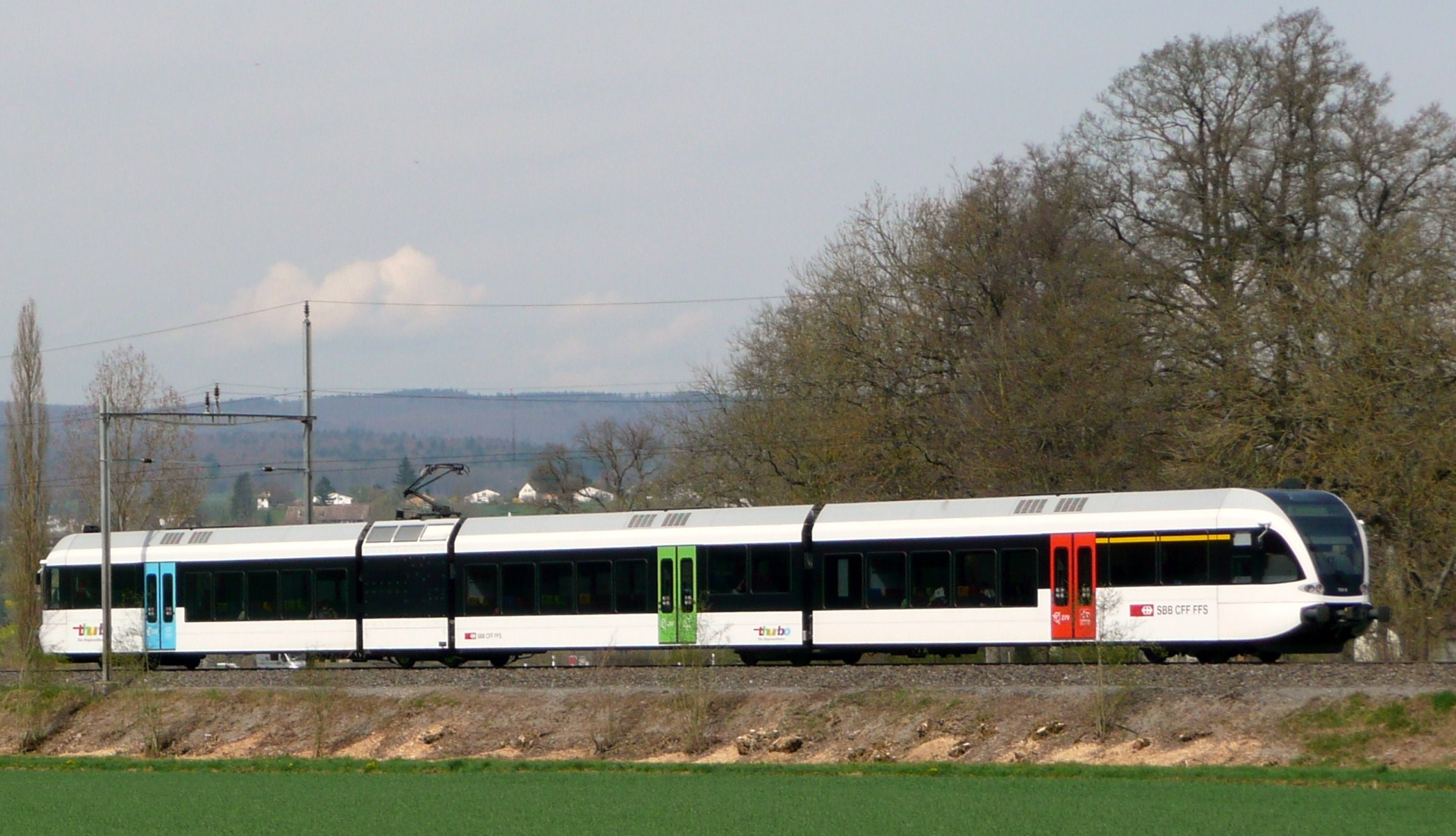
Pociąg S-Bahn Sankt Gallen

S-Bahn w St. Gallen – system szybkiej kolei miejskiej S-Bahn istniejący od 2001 roku, należący do Tarifverbund Ostwind, który zrzesza wszystkie przedsiębiorstwa autobusowe i kolejowe wschodniej Szwajcarii. Sieci S-Bahn ma zostać rozbudowana do 2013 i obsługiwać połączenia w całym kantonie.